# Salix
Salix L., 1753 è un genere di piante appartenente alla famiglia delle Salicacee. Originario dell'Europa, Asia e Nord America, comprende oltre 450 specie di alberi, arbusti e piante perenni legnose o fruticose, generalmente a foglia caduca; le specie arboree arrivano ai 20 metri di altezza.

## Etimologia
Il latino salix, -icis risale a una radice indoeuropea con alternanza *səlik (in latino), *selik (nel greco ἑλίκη helíkē), *sol(i)k (nell'area germanica cfr. antico alto tedesco salaha, tedesco Salweide, anglosassone sealh); la voce latina è collegata anche con l'irlandese sail.
Nei dialetti italiani il nome della pianta è perlopiù derivato dall'accusativo salicem in forma sincopata salce (salice è un latinismo), con passaggio alla declinazione in -o (salcio) e spesso in forma femminile: abruzzese sàucia, laziale sarcia o sàucia, elbano salgo, pitiglianese la salce; il ligure ha il maschile saxo. In area romanza, da saliceus derivano il solandro salécia, il bolognese salìz, il francese saule, il provenzale saletz; dalla forma tarda *salicārius il catalano salguer, il portoghese salgueiro, lo spagnolo salguera, il veneziano salghèr, il friulano salgàr (cfr. i cognomi italianizzati Salgari e Saligari); da *salicum il rumeno sargǎ, il guascone saligo, ligo, lo spagnolo sarga.

## Tassonomia
Il genere comprende oltre 450 specie.

### Specie presenti in Italia
Le specie spontanee della nostra flora sono poco più di 30, molte di difficile identificazione grazie alla notevole facilità con cui si formano ibridi con caratteristiche intermedie, tra le più note ricordiamo:

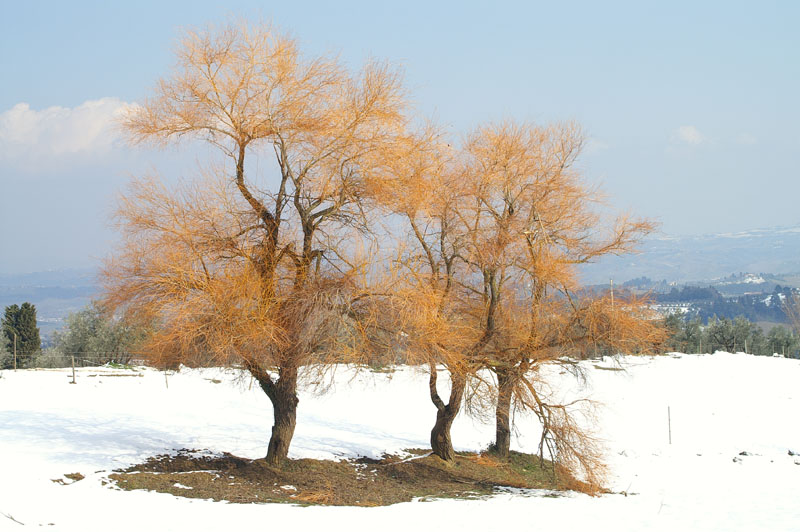
Salici bianchi in inverno - Filicaja - Montaione (FI)

- Salix alba L., noto volgarmente col nome di "salice bianco";
- Salix caprea L., noto col nome di "salicone" o "salcio di montagna";
- Salix eleagnos
- Salix myrsinites L.
- Salix matsudanica
- Salix helvetica Vill.
- Salix herbacea L.
- S. reticulata L.
- S. retusa L.
- S. purpurea L., chiamato volgarmente "salice rosso" o "brillo"
- S. cinerea L., chiamato volgarmente "salice cinerino"

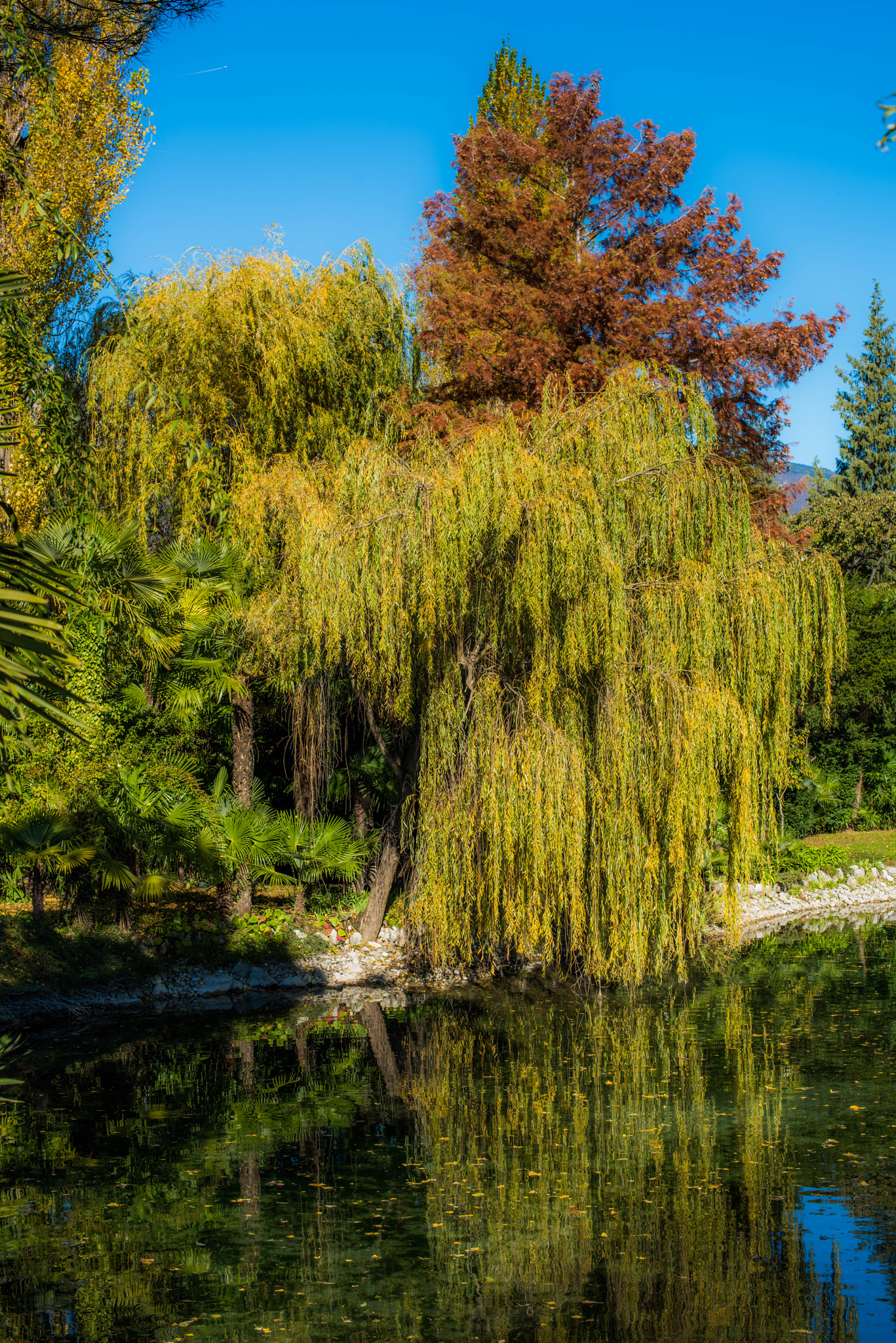
Salix babilonica

Numerose specie esotiche si sono acclimatate in Italia tra cui:
- Salix viminalis L.
- Salix babylonica L., noto col nome comune di "salice piangente"

## Usi

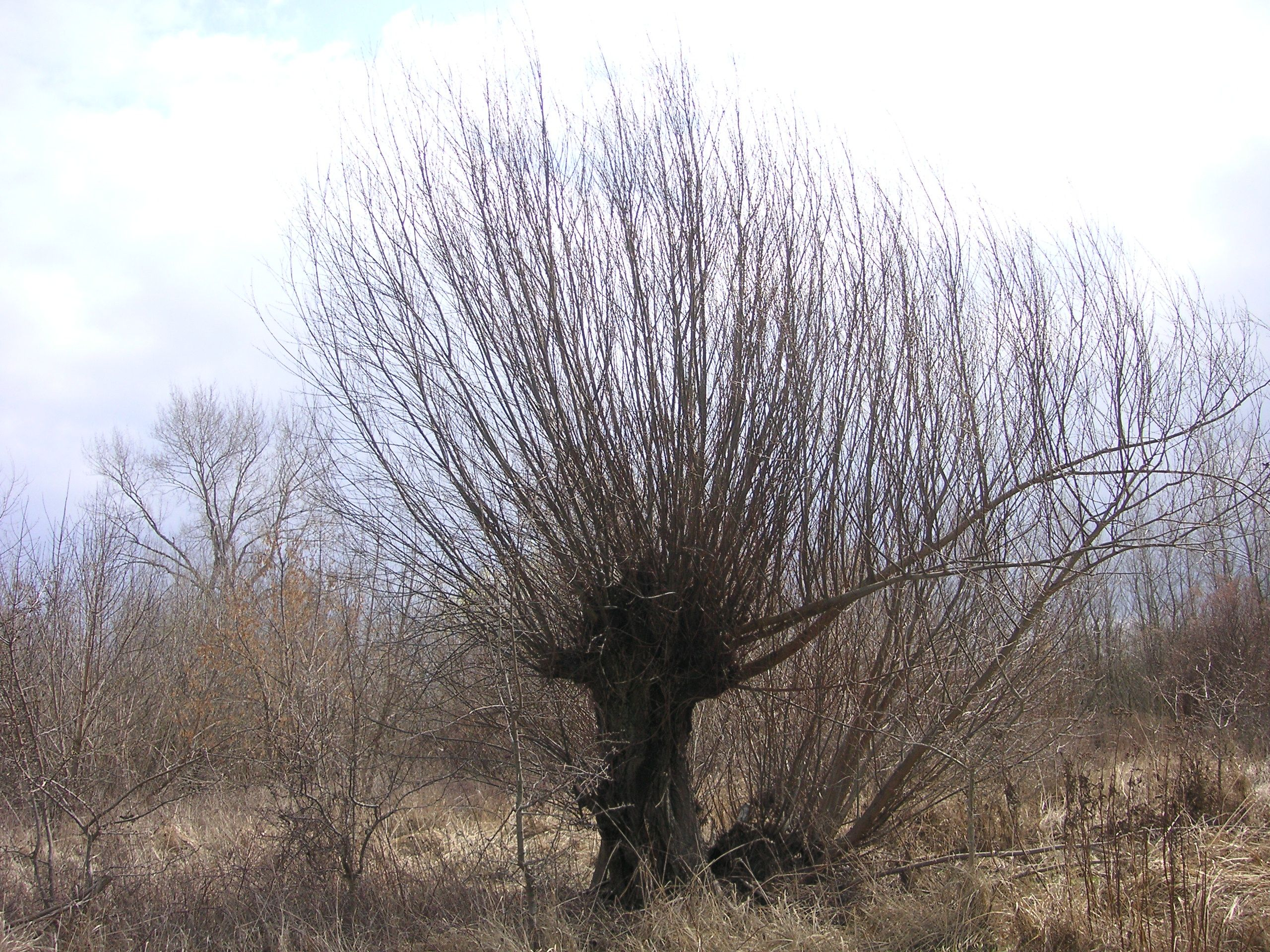
Salice nell'aspetto invernale

- Come pianta ornamentale nei giardini o per decorare grandi vasche, stagni e le rive dei corsi d'acqua.
- I vinchi vengono impiegati in agricoltura per legare le viti, mentre i vincastri sono utilizzati per realizzare cesti, stuoie, oggetti vari.
- Il legno bianco rosato, tenero, leggero, pieghevole, poco resistente, si presta per realizzare casse da imballaggio, attrezzi e sculture, per la produzione di truciolati e cellulosa, utilizzato come combustibile (apprezzato soprattutto nella fase di accensione) e per fornire un carbone per la preparazione della polvere pirica.
- La  corteccia di quasi tutte le specie contiene:
  - tannini che vengono utilizzati per la concia del pellame;
  - salicina (v. sotto).
- Le foglie come foraggio per gli ovini.

### Proprietà medicinali
Le foglie e la corteccia del salice sono menzionati in antichi testi medici egizi del II millennio a.C. (papiro Ebers, papiro Edwin Smith). Il celebre medico greco Ippocrate ne descrisse nel V secolo a.C. le proprietà antidolorifiche e antinfiammatorie, ribadite e ulteriormente studiate da altri medici antichi, come Dioscoride e Plinio.
In modo meno documentato, le foglie e la corteccia del salice furono usati da molti popoli, anche primitivi, come gli Indiani d'America e gli Ottentotti, nonché dalla medicina popolare medioevale.
La Scuola medica salernitana, come già Dioscoride, attribuiva al salice proprietà antiafrodisiache.
Nel 1763 il reverendo inglese Edward Stone studiò le proprietà antimalariche della corteccia di salice. Benché fosse in errore nell'attribuire affinità tra il salice e il chinino, i suoi risultati dimostrarono inequivocabilmente le proprietà antifebbrili della corteccia di salice.
Nell'Ottocento i progressi della chimica permisero di isolare il principio attivo contenuto nella corteccia del salice: la salicina, isolata allo stato puro per la prima volta da Henri Leroux nel 1828. (Rimandiamo alla voce acido acetilsalicilico per la storia dell'aspirina, chimicamente molto affine alla salicina).
Vengono utilizzate a scopo medicinale le specie S. alba, S. caprea, S. purpurea, S. aurita e S. nigra.
- Lo sciroppo, il decotto, il vino medicato, la polvere ricavata dall'essiccazione della corteccia di ramoscelli di 2-3 anni, hanno proprietà astringenti, curative del reumatismo cronico, antisettiche e febbrifughe;
- Il decotto per uso esterno viene utilizzato per irrigazioni, impacchi e bagni antireumatici;
- Il decotto degli amenti fioriti raccolti in marzo-aprile ha proprietà calmanti e anafrodisiache;
- Il carbone vegetale ricavato dal legno ha proprietà assorbenti e carminative.

## Metodi di coltivazione
Sono piante rustiche di facile ambientazione, e a rapida crescita, gradiscono terreno fertile ed umido.
La moltiplicazione avviene con la semina, per talea e con la margotta.